# Hieracium sinoaestivum
Hieracium sinoaestivum ist eine Pflanzenart aus der Gattung der Habichtskräuter (Hieracium) innerhalb der Familie der Korbblütler (Asteraceae). Sie wurde im Jahr 2014 erstbeschrieben. Dieser Endemit kommt nur in der im nördlichen China gelegenen Provinz Shanxi vor.

## Beschreibung

### Vegetative Merkmale
Hieracium sinoaestivum ist eine ausdauernde krautige Pflanze, die Wuchshöhen von 60 bis 70 Zentimetern erreicht. Die robusten Stängel sind blassgrün. Sie sind entweder kahl oder mit zahlreichen einfachen, bis zu 3 Millimeter langen Trichomen behaart. Vor allem im unteren Stängelbereich findet man außerdem einige sternförmige Trichome.
An jedem Stängel befinden sich bis zu 50 ungestielte Laubblätter. Die Blattspreite ist an der Oberseite intensiv grün und an der Unterseite blassgrün gefärbt sowie auf beiden Seiten mit sternförmigen Trichomen besetzt. Entlang der Blattränder sowie auf der Unterseite weisen sie zudem eine 1,5 bis 2 Millimeter lange Behaarung mit einfachen Trichomen auf. Über die grundständigen Laubblätter ist nichts bekannt, da diese vor der Blütezeit verwelkt sind und auf allen bisher gesammelten Pflanzenexemplaren bereits fehlten. Die Stängelblätter im mittleren Stängelbereich haben eine Blattspreite, welche bei einer Länge von 9 bis 12 Zentimetern sowie einer Breite von 2,5 bis 4 Zentimetern länglich-eiförmig geformt sind, mit einer breit keilförmigen oder rundlichen Spreitenbasis und einem spitzen oberen Ende. Ihre Blattränder sind gezähnt und besitzen vier bis fünf Paare an zugespitzten Zähnen, welche 0,5 bis 0,8 Zentimeter lang sind. Die Laubblätter im oberen Stängelbereich haben eine Blattspreite, welche bei einer Länge von bis zu 6 Zentimetern und einer Breite von 1,5 bis 1,8 Zentimetern eiförmig-lanzettlich ist, mit einer rundlichen Spreitenbasis und einem spitzen oberen Ende. Ihre Blattränder sind gezähnt und weisen drei bis vier Paare an kleinen und schmalen Zähnen auf.

### Generative Merkmale

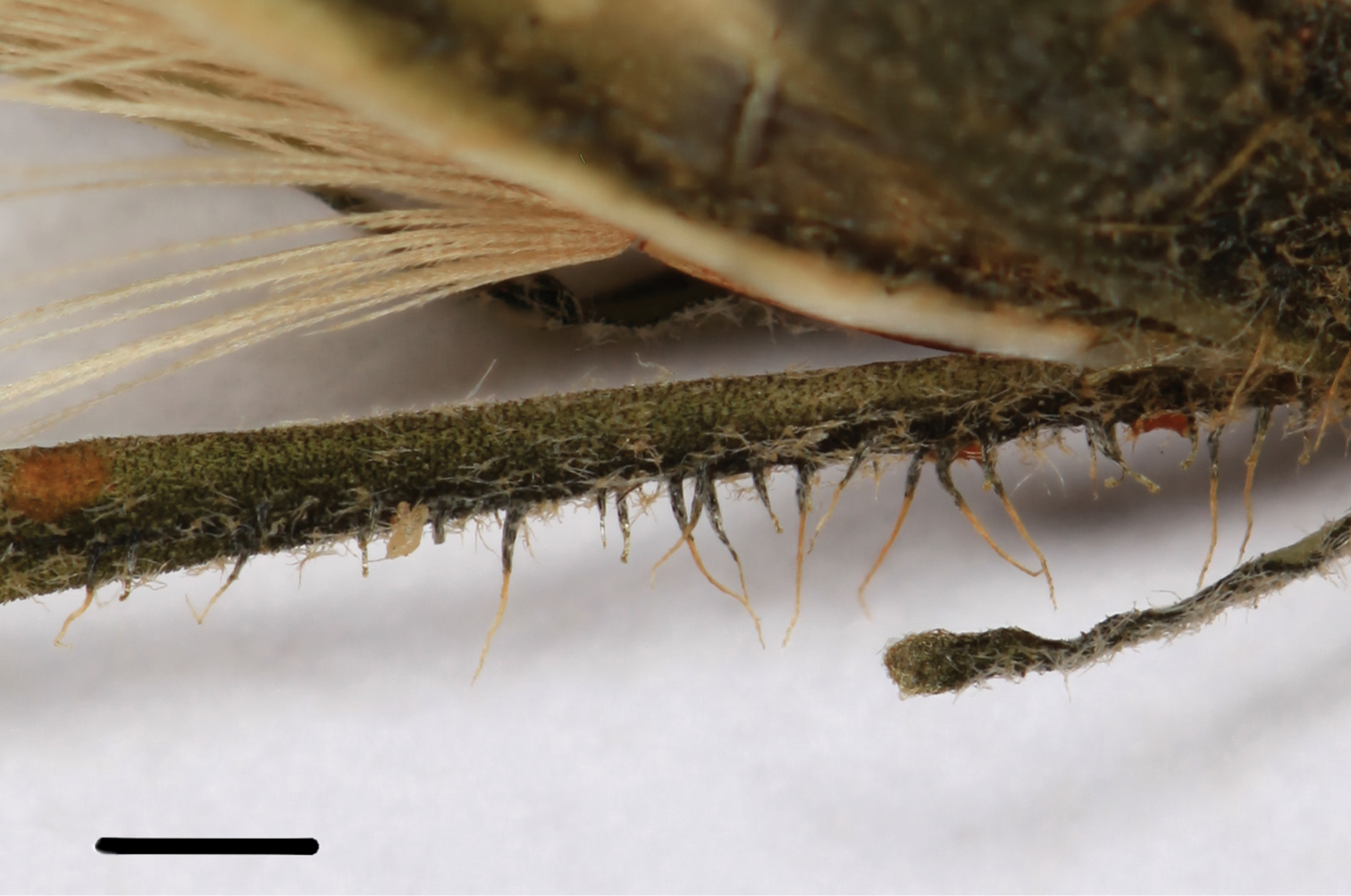
Detailaufnahme der flaumigen Behaarung an den körbchenförmigen Teilblütenständen

Die Blütezeit umfasst den August, während die Früchte von August bis September reifen. Hieracium sinoaestivum vermehrt sich vermutlich apomiktisch.
Die Gesamtblütenstände sind bis zu 25 Zentimeter lang, haben drei bis acht Verzweigungen und enthalten 10 bis 35 körbchenförmige Teilblütenstände. Der längliche Blütenstandsschaft ist unter den Teilblütenständen dicht flaumig mit sternförmigen Haaren besetzt. Die becherförmigen Blütenkörbchen haben eine gerundete Basis. Das Involucrum enthält mehrere olivgrün gefärbte Hüllblätter, die bei einer Länge von 9 bis 10 Millimetern und einer Breite von 1 bis 1,7 Millimetern länglich-dreieckig mit spitz zulaufenden oberen Ende sind. Sie sind an den Rändern etwas heller gefärbt und mit sternförmigen und einfachen Drüsenhaaren besetzt, welche an der Basis dunkler, ansonsten aber weißlich gefärbt sind. Jedes Blütenkörbchen enthält 15 bis 18 Röhrenblüten, welche 1,6 bis 1,7 Zentimeter lang sind. Die an der Spitze kahlen Zungenblüten sind wahrscheinlich intensiv gelb gefärbt. Der Griffel weist schwarze Stacheln auf.
Die ziegelroten Achänen sind etwa 4 Millimetern lang. Der Pappus besteht aus mehreren gelblichen Borstenhaaren, welche 0,7 bis 0,8 Zentimeter lang sind.

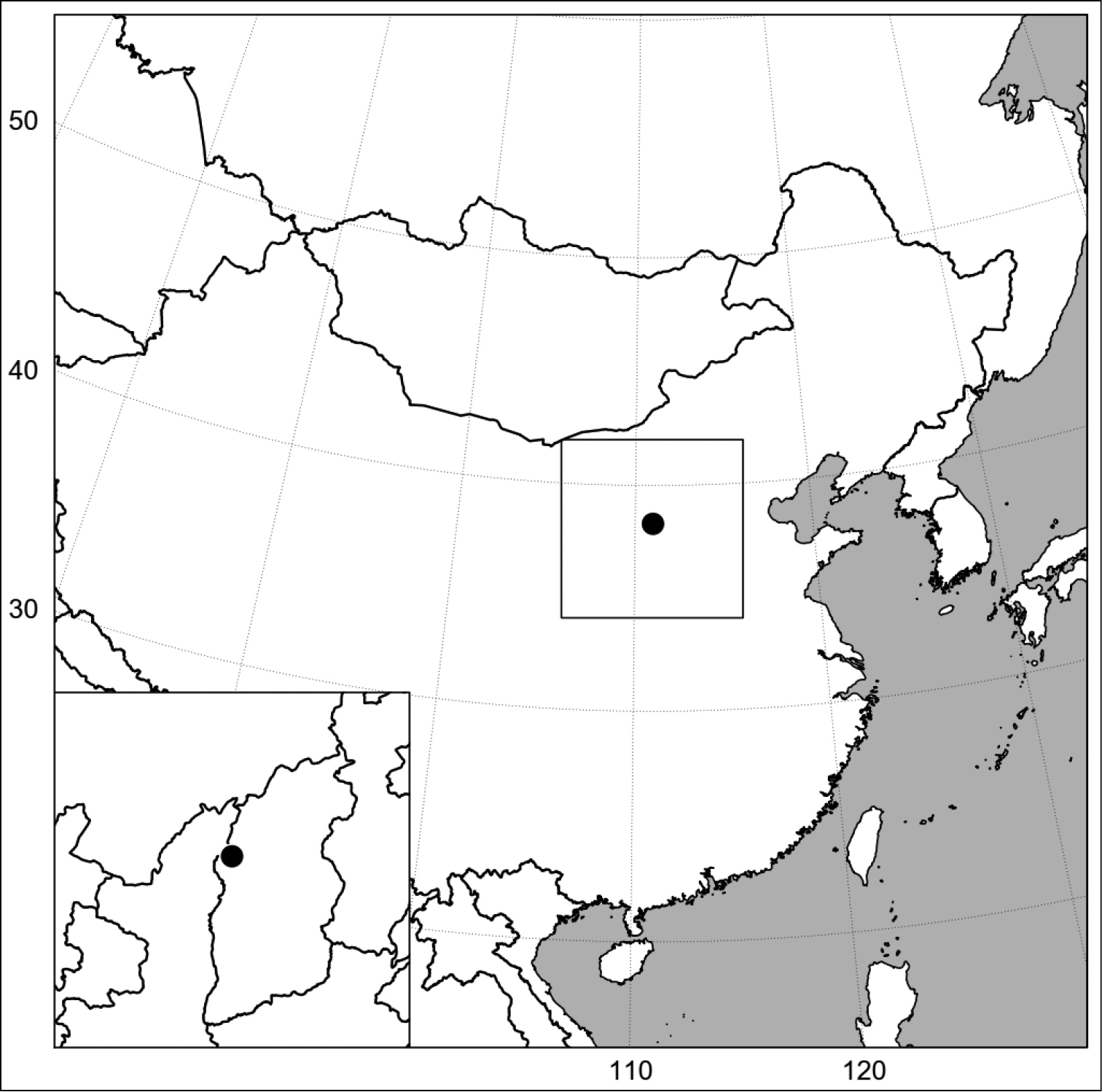
Fundort von Hieracium sinoaestivum

## Vorkommen
Hieracium sinoaestivum wurde bisher nur an einem im Lüliang Shan gelegenen Standort in der chinesischen Provinz Shanxi gefunden.
Hieracium sinoaestivum gedeiht auf Bergweiden in Höhenlagen von 600 bis 750 Metern.

## Systematik
Die Erstbeschreibung als Hieracium sinoaestivum erfolgte 2014 durch Alexander N. Sennikov in PhytoKeys, Nummer 39, Seite 21. Sennikov entdeckte bei seinen Arbeiten an einer Revision der Gattung Hieracium im Naturhistoriska riksmuseet zwei Herbarbelege, welche bereits Karl Johansson (1856–1928) als neue Art Hieracium chinense beschrieb, diese Erstbeschreibung aber vor seinem Tod nicht veröffentlichte. Sennikov veröffentlichte die Erstbeschreibung dieser Art als Hieracium sinoaestivum da der von Johansson vorgeschlagene Name Hieracium chinense zu einer Verwechslung mit Hieracium sinense führen könnte. Das Artepitheton sinoaestivum setzt sich aus sino- for chinesisch und aestivum für die Sektion, in welche die neue Art gestellt wurde, zusammen.
Laut Erstbeschreibung gehört Hieracium sinoaestivum zur Sektion Aestiva innerhalb der Gattung Hieracium.